# Kabinet-Kekkonen IV
Het kabinet–Kekkonen IV was de regering van de Republiek Finland van 10 augustus 1953 tot 17 november 1953.

## Kabinet–Kekkonen IV (1953)
| Ambtsbekleder                 | Ambtsbekleder       | Ambtsbekleder                   | Functie(s)                         | Ambtstermijn     | Ambtstermijn     | Partij(en)                     |
| ----------------------------- | ------------------- | ------------------------------- | ---------------------------------- | ---------------- | ---------------- | ------------------------------ |
|                               | Urho Kekkonen       | Urho Kekkonen (1900–1986)       | Premier                            | 10 augustus 1953 | 17 november 1953 | Centrumpartij                  |
|                               | Jussi Sukselainen   | Jussi Sukselainen (1906–1995)   | Minister van Binnenlandse Zaken    | 10 augustus 1953 | 17 november 1953 | Centrumpartij                  |
|                               | Ralf Törngren       | Ralf Törngren (1899–1961)       | Minister van Buitenlandse Zaken    | 10 augustus 1953 | 17 november 1953 | Zweedse Volkspartij in Finland |
|                               | Juho Niukkanen      | Juho Niukkanen (1888–1954)      | Minister van Financiën             | 10 augustus 1953 | 17 november 1953 | Centrumpartij                  |
|                               |                     | Sven Högström (1908–1995)       | Minister van Justitie              | 10 augustus 1953 | 17 november 1953 | Zweedse Volkspartij in Finland |
|                               | Teuvo Aura          | Teuvo Aura (1912–1999)          | Minister van Economische Zaken     | 10 augustus 1953 | 17 november 1953 | Onafhankelijk                  |
|                               | Kauno Kleemola      | Kauno Kleemola (1906–1965)      | Minister van Defensie              | 10 augustus 1953 | 17 november 1953 | Centrumpartij                  |
|                               | Lauri Hietanen      | Lauri Hietanen (1902–1971)      | Minister van Sociale Zaken         | 10 augustus 1953 | 17 november 1953 | Onafhankelijk                  |
|                               | Johannes Virolainen | Johannes Virolainen (1914–2000) | Minister van Onderwijs             | 10 augustus 1953 | 17 november 1953 | Centrumpartij                  |
|                               | Eero Mäkinen        | Eero Mäkinen (1886–1953)        | Minister van Transport             | 10 augustus 1953 | 27 oktober 1953  | Onafhankelijk                  |
|                               |                     | Kusti Eskola (1911–2003)        | Minister van Transport             | 30 oktober 1953  | 17 november 1953 | Centrumpartij                  |
|                               | Martti Miettunen    | Martti Miettunen (1907–2002)    | Minister van Landbouw              | 10 augustus 1953 | 17 november 1953 | Centrumpartij                  |
| Ministers zonder portefeuille |                     |                                 |                                    |                  |                  |                                |
| Ambtsbekleder                 | Ambtsbekleder       | Ambtsbekleder                   | Functie(s)                         | Ambtstermijn     | Ambtstermijn     | Partij(en)                     |
|                               | Nils Meinander      | Nils Meinander (1910–1985)      | Minister voor Belastingzaken       | 10 augustus 1953 | 17 november 1953 | Zweedse Volkspartij in Finland |
|                               | Vieno Simonen       | Vieno Simonen (1898–1994)       | Minister voor Maatschappelijk Werk | 10 augustus 1953 | 17 november 1953 | Centrumpartij                  |
|                               |                     | Kusti Eskola (1911–2003)        | Minister voor Openbare Werken      | 10 augustus 1953 | 30 oktober 1953  | Centrumpartij                  |